# باول ووكر (قاضي)
باول ووكر (بالإنجليزية: Paul Walker)‏ هو قاضي بريطاني، ولد في 1954.